# Тоше Проески
Тодор (Тоше) Проески (на македонска литературна норма: Тодор, Тоше Проески) е емблематичен певец от Република Северна Македония. Сочен е за най-популярния изпълнител в страната, дори в цяла бивша Югославия. Негова запазена марка е изразът „Ве сакам сите!“.

## Биография
Проески е роден на 25 януари 1981 г. в град Прилеп, Социалистическа Македония, но родителите му са власи от Крушево и той израства в този град. Учи в Държавното музикално училище в Битоля. Музикалната си кариера започва със „Златно славейче“ през 1992 г. с песента „Јас и мојот дедо“, Мелфест през 1997 година и Макфест през същата година. Пътят към славата му отварят песните „Пушти ме“ (1997) и „Остани до крај“ (1998). През 1999 г. издава първия си албум „Некаде во ноќта“, като през лятото под проливен дъжд изнася първия си концерт, който всички негови почитатели помнят и до днес. През 2000 г. издава албума „Синот Божји“, в който се намира дуетът му с Каролина Гочева („Немир“), както и едни от най-големите му хитове – „Тајно моја“, „Во коси да ти спијам“ и др. През 2001 г. Тоше заедно с други македонски певци отива на турне в Австралия. През 2003 г. заедно с македонската версия Тоше издава и първия си албум изцяло на сърбохърватски език – „Ако ме погледаш у очи“. Представен е и в България от БМК. През същата година Тоше побеждава в Беовизия с песента си „Чија си“, която става мегахит в цяла бивша Югославия.
През това време Тоше продължава да взема уроци от маестро Уилям Райли в Ню Йорк, който е бил учител и на Лучано Павароти. След връщането си от Ню Йорк, Тоше изнася редица благотворителни концерти в Македония, заради което получава наградата „Майка Тереза“ и става посланик на УНИЦЕФ.
През 2004 г. въпреки отказа на повечето македонски композитори да пишат песни за конкурса Евровизия, Проески успява да издаде 8 песни, от които чрез гласуване на зрителите и журито еднолично е избрана песента „Ангел си ти“, с която той представя Македония на конкурса в Истанбул. Същата година излиза и двойният му албум „Ден за нас“, в който са включени 8-те песни от избора за Евровизия, както и още 8 други. Албумът е издаден и в сърбохърватски вариант. В Истанбул Тоше се класира на 14-о място, но със своя талант оставя траен отпечатък у всички журналисти и зрители.
Работил е с Григор Копров, Phoebus, Желко Йоксимович, Леонтина, Марина Туцакович, Бора Чорба, Миро Булян, Антония Шола, Тони Цетински и други.
През 2004 г. става регионален посланик на добра воля на УНИЦЕФ. По този повод издава песента „За овој свет“ и This World (на английски), която става химн на организацията.
Албумът „По тебе“ (2005) е смятан от мнозина за един от най-успешните албуми на Балканите. Синглите от албума с месеци се задържат на високи места в музикалните класации в Македония, Сърбия и Черна гора, Хърватия, Словения и Босна и Херцеговина. През 2005 г. Проески клипира в България песните си „По тебе“ – сингъл от едноименния му пети албум, както и „Кој ли ти гризе образи“. Снима и клип към песента „Жао ми је“ в киноцентър „Бояна“, но така и не е излъчен.
Завършва образованието си в Музикалната академия в Скопие и след това веднага продължава работа по музикалната си кариера.
През 2001 година Тоше се запознава със сръбската хандбалистка Андрияна Будимир. След преминаването ѝ в испански отбор двамата се разделят, но голямата любов между тях ги събира отново. Андрияна преминава в македонския отбор Кометал, но щастието им не трае дълго – Тоше загива при катастрофа на 16 октомври 2007 г.
Албумът „Божилак“ (2006) включва само народни песни, като е постигнат впечатляващ баланс между традиционното им изпълнение и модерен аранжимент и интерпретация. На концерт в България Тоше изпълнява песента „Зајди, зајди, јасно сонце“ и предизвиква фурор сред българската публика. „Божилак“ включва още песни като „Јовано, Јованке“, „Море, сокол пие“ и др.
През септември 2006 година Проески дава интервю за „Блиц“, в което обявява, че ако реши да прави световна кариера, планира да си върне влашката фамилия на дядо си Проя, защото се запомняла по-лесно от името Проески, което е в „духа на македонския език“.
През август 2007 г. излиза на пазара и неговият последен албум „Игри без граници“. Песните от албума стават безспорни хитове както в родината му, така и във всички страни от бивша Югославия.
Тоше спортува активно волейбол и кик бокс. Композира няколко песни за себе си – „Слушаш ли“/„Чујеш ли“; „Ден за нас“/„Дан за нас“; „Полско цвеќе“/„Пољско цвијеће“ и „Малечка“/„Мала“, както и за певеца Мартин Вучич („Муза“). Създаден е и комикс, посветен на Проески, със заглавие „Супер Тоше“, в който героят се бори със злото под мотото „Супер герой на хуманността“.
На 14 февруари 2007 г. Тоше изнася концерт в най-голямата зала на Балканите – „Белградска арена“ в Сърбия. Концертът предизвиква небивал интерес (около 20 000 души) и няколко хиляди души остават да наблюдават концерта отвън поради липсата на свободни места.
На последния си концерт на 5 октомври 2007 г. на Градския стадион в Скопие, Проески събира над 30 000 души и всички приходи отиват за обновяване на македонските училища.
Невероятните си гласови данни Тоше демонстрира в почти всички възможни жанрове. Макар истинската му любов да остава оперното пеене, което е и специалността му в Музикалната академия в Скопие, той ще се запомни завинаги и със сензационните си изпълнения на песните „Зајди, зајди, јасно сонце“, „Jesus to a Child“ на Джордж Майкъл и „Nothing Else Matters“ на Металика.
Проески загива на 16 октомври 2007 г. в автомобилна катастрофа край град Нова Градишка, Хърватия. Колата му се удря в движещия се пред нея камион, а след това в страничната мантинела. Тоше седи до шофьора (той е негов приятел, а отзад е мениджърката му) и в момента на удара е заспал дълбоко, така че не е усетил нищо. При удара си чупи трети шиен прешлен и загива на място. Властите все още разследват причините за катастрофата, и най-вече защо не се е отворила въздушната възглавница пред Проески.

## Албуми
1999:
- Некаде во ноќта

2000:
- Синот божји

2002:
- Ако ме погледнеш во очи
- Ако ме погледаш у очи (версия на сърбохърватски)

2004:
- Ден за нас
- Дан за нас (версия на сърбохърватски)
- Тоше Проески – Live (DVD издание)

2005:
- По тебе
- Пратим те (версия на хърватски)

2006:
- Божилак (на английски: Rainbow)
- Концерт Градски стадион в Скопие 2006 (DVD издание)

01.09.2007:
- Игри без граници
- Игра без граница (версия на хърватски)
- Концерт Београдска Арена (DVD издание)

25 януари 2009
- The Hardest Thing

23 януари 2010
- Још увијек сањам да смо заједно

25 януари 2011
- Со љубов од Тоше

## Най-големи хитове
Като негов най-голям хит се смята „Чија си“, с който победи на белградския музикален фестивал Беовизия през 2003 година.
- Чија си – номер едно в Северна Македония, в Сърбия и Черна гора и в Босна и Херцеговина
- Тајно моја – номер едно в Северна Македония
- Ако ме погледнеш во очи (Ако ме погледаш у очи) – номер едно в Северна Македония и в Сърбия и Черна гора
- Соба за тага (Соба за тугу)
- Life – номер едно в Северна Македония, второ място в класациите на Сърбия и Черна гора, 49-о в Южна Африка
- Жао ми је
- Кој ли ти гризе образи (Ко ти то гризе образе) – номер едно в Северна Македония, в Сърбия и Черна гора, в Хърватия
- Лагала нас мала (с Тони Цетински) – номер едно в Северна Македония, в Сърбия и Черна гора, в Хрватия (20 седмици)
- По тебе (Пратим те)
- Срце није камен
- Игри без граници (Игра без граница)
- Боже, чувај ја од зло (Боже, чувај је од зла)
- Громови на душа (Једина)
- Цреша (Још и данас замирише трешња)
- The Hardest Thing